# Provincia di Al-Mani'a
La provincia di Al-Mani'a (arabo: ولاية المنيعة) è una provincia algerina istituita nel 2019. È situata nel Sahara algerino.

## Geografia
L'area della provincia è di 131.220 km². Essa è delimitata:
- a nord dalla provincia di Ghardaïa;
- a est dalla provincia di Ouargla;
- a ovest dalle province di El Bayadh e Timimoun;
- a sud dalla provincia di In Salah.

## Storia
La provincia di Al-Mani'a fu creata il 26 novembre 2019. Nel 2021 il presidente algerino Abdelmadjid Tebboune ha formalizzato la nuova suddivisione amministrativa. In precedenza essa era una wilaya delegata, istituita ai sensi della legge n° 15 – 140 del 27 maggio 2015, che creava distretti amministrativi in alcune wilaya e fissava le norme specifiche in merito al loro ordinamento nonché l'elenco dei comuni annessi. Fino al 2019 il territorio era parte della provincia di Ghardaïa.

## Popolazione
Con 61.647 abitanti nel 2008 su 62.215 km², la provincia è scarsamente popolata: la densità della popolazione, infatti, è solamente di 1 abitante per chilometro quadrato.

## Geografia antropica

### Suddivisioni amministrative
La wilaya comprende i seguenti distretti e comuni:
| Distretto | Comuni                 |
| --------- | ---------------------- |
| Al-Mani'a | Al-Mani'-a, Hassi Gara |
| Mansoura  | Mansoura, Hassi Fehal  |